# Moa Högdahl
Moa Högdahl, née le 14 mars 1996 à Trondheim, est une handballeuse internationale norvégienne évoluant au poste d'arrière droite. 

## Biographie
Elle est la fille de l'ancienne internationale suédoise de handball Mia Hermansson-Högdahl.

## Palmarès
Championnats du monde
- vainqueur du championnat du monde 2021[1]